# Choralcello
El Choralcello es un órgano eléctrico. Lo que lo incluye entre los instrumentos musicales englobados en la familia de los electrófonos.
En realidad es un instrumento híbidro, contaba con dos teclados:
- Uno de 64 teclas que permitía percutir las cuerdas y obtener notas de forma acústica, similar a como ocurre con el piano.
- Otro de 88 teclas que controlaban el vibrato de la rueda tonal que proporcionaba una tonalidad similar a la del órgano o piano. La rueda tonal estaba controlado con dínamos, como en el telarmonio, por tanto, esta sección del instrumento era electrónica.

En sus últimas versiones, al choralcello se le incorporó un sistema de pedales que proporcionaban 32 notas adicionales y un sistema de grabación tipo pianola que utilizaba rollos de papel. Este instrumento era tan grande que nadie lo compraba por eso se extinguió.
Etimológicamente, Choralcello es un término italiano que vendría a significar Coral celeste o voces del cielo.
El instrumento fue desarrollado por Melvin Severy y su cuñado, George Sinclair, en Boston. Aunque nació como un experimento privado, finalmente, fue dado a conocer al público en 1909. Se sabe que se fabricaron al menos seis choralcellos, que estuvieron activos hasta la década de 1950.
- Datos: Q935541